# علی سوزنده
علی سوزنده (متولد ۲۲ آوریل ۱۹۷۰) انیماتور و فیلمساز آلمانی ایرانی‌تبار است. او برای فیلم انیمیشن آلمانی-اتریشی به نام تابوی تهران که به بررسی روابط جنسی و جنسیتی استانداردهای دوگانه در ایران است شناخته شده‌است.

## اوایل زندگی و تحصیلات
سوزنده متولد شیراز است. او قبل از اینکه در سال ۱۹۹۵ میلادی به آلمان بیایید در تهران هنر درس می‌خواند. پس از مهاجرت به آلمان، او موفق به دریافت دیپلم در رسانه‌ها در طراحی از ویژگی‌های دانشگاه کلن است. او تنها عضو خانواده اش است که در خارج از ایران زندگی می‌کند.

## حرفه‌ای
او شرکتی به نام ایکتافیلم دارد. از کارهای او نیز را در انیمیشن-مستند موج سبز (۲۰۱۰) که جایزه گریمه بهترین فیلم مستند را برده‌است نام برد. او همچنین در تولید انیمیشن آلمانی - کره ای (جنوبی) به نام اردوگاه ۱۴: کنترل کل منطقه با مارک ویز همکاری داشته‌است.